# Musée diocésain d'Osimo
 (décembre 2024).
Si vous disposez d'ouvrages ou d'articles de référence ou si vous connaissez des sites web de qualité traitant du thème abordé ici, merci de compléter l'article en donnant les références utiles à sa vérifiabilité et en les liant à la section « Notes et références ».
 (décembre 2024).
La mise en forme du texte ne suit pas les recommandations de Wikipédia : il faut le « wikifier ».
Les points d'amélioration suivants sont les cas les plus fréquents. Le détail des points à revoir est peut-être précisé sur la page de discussion.
- Les titres sont pré-formatés par le logiciel. Ils ne sont ni en capitales, ni en gras.
- Le texte ne doit pas être écrit en capitales (les noms de famille non plus), ni en gras, ni en italique, ni en « petit »…
- Le gras n'est utilisé que pour surligner le titre de l'article dans l'introduction, une seule fois.
- L'italique est rarement utilisé : mots en langue étrangère, titres d'œuvres, noms de bateaux, etc.
- Les citations ne sont pas en italique mais en corps de texte normal. Elles sont entourées par des guillemets français : « et ».
- Les listes à puces sont à éviter, des paragraphes rédigés étant largement préférés. Les tableaux sont à réserver à la présentation de données structurées (résultats, etc.).
- Les appels de note de bas de page (petits chiffres en exposant, introduits par l'outil «  Source ») sont à placer entre la fin de phrase et le point final[comme ça].
- Les liens internes (vers d'autres articles de Wikipédia) sont à choisir avec parcimonie. Créez des liens vers des articles approfondissant le sujet. Les termes génériques sans rapport avec le sujet sont à éviter, ainsi que les répétitions de liens vers un même terme.
- Les liens externes sont à placer uniquement dans une section « Liens externes », à la fin de l'article. Ces liens sont à choisir avec parcimonie suivant les règles définies. Si un lien sert de source à l'article, son insertion dans le texte est à faire par les notes de bas de page.
- La présentation des références doit suivre les conventions bibliographiques. Il est recommandé d'utiliser les modèles {{Ouvrage}}, {{Chapitre}}, {{Article}}, {{Lien web}} et/ou {{Bibliographie}}. Le mode d'édition visuel peut mettre en forme automatiquement les références.
- Insérer une infobox (cadre d'informations à droite) n'est pas obligatoire pour parachever la mise en page.

Pour une aide détaillée, merci de consulter Aide:Wikification.
Si vous pensez que ces points ont été résolus, vous pouvez retirer ce bandeau et améliorer la mise en forme d'un autre article.
Le musée civique d'Osimo (ancien musée diocésain, en italien, Museo diocesano di Osimo), fermé au public depuis 2016, était situé au rez-de-chaussée (côté est) du palais Campana, près de la centrale place Dante. Le noyau principal est constitué par la collection de la Civica Raccolta d’Arte, hébergée dans le musée depuis 1980.
Beaucoup d’œuvres exposées proviennent de palais ou d’églises de la ville. Abandonnées et en mauvais état, elles ont été restaurées en 2000 et sont devenues partie intégrante de la collection permanente du musée.
L’aménagement muséographique a été réalisé par l’architecte anconitain Massimo Di Matteo ; il a conçu la disposition des pièces dans un ordre principalement chronologique, réservant aux œuvres les plus anciennes les locaux de l'ex granaio et ceux de l’art moderne, entre le XIXe et le XXe siècle, la zone de l'« ancien four ».

## Histoire
L’idée de fonder un musée est née de l’association Italia Nostra, qui, en 1978, a proposé à l’administration municipale d’exposer au public la collection civique d’art. L’artiste Guglielmo Cappannari (dit Elmo) s’est chargé de mettre en place les différentes salles et les a entretenues pendant plus de 15 ans. Au fil des ans, elle a été agrandie jusqu’à ce que, en 2000, l’administration municipale lance le projet de constitution du « musée civique ».
Lors d’une visite, le critique d’art Vittorio Sgarbi a apporté des corrections sur les légendes de certaines œuvres, écrivant à la plume de nombreuses dates et attributions qui n’ont plus été supprimées.

## Section archéologique

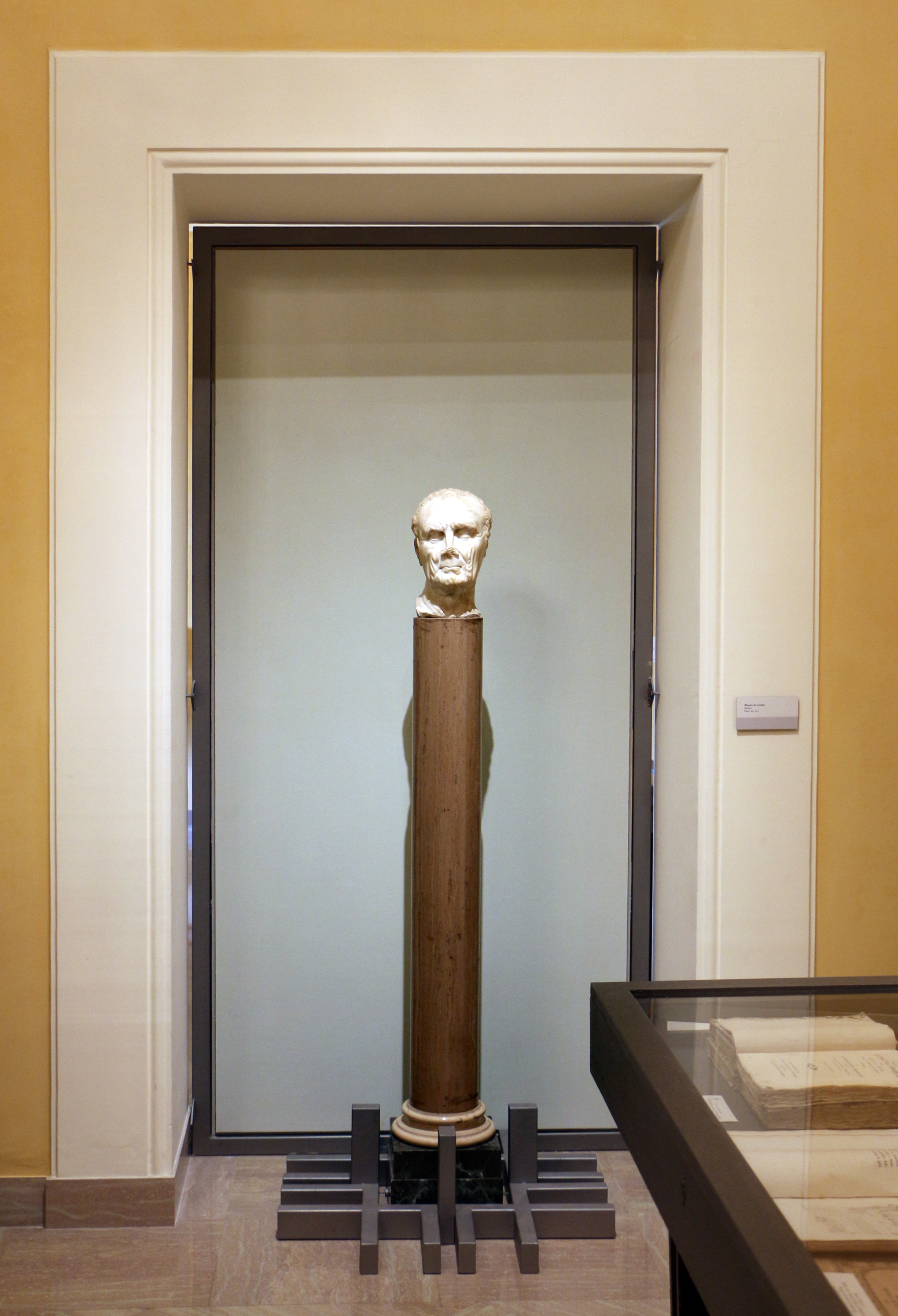
Art romain, portrait d'un vieil homme anonyme d'Osimo, marbre de la moitié du

La section archéologique du musée civique (inaugurée en 2002) accueille les témoignages de la fréquentation picéenne, gauloise et romaine du territoire d’Osimano à travers des matériaux appartenant à l’État, aux municipalités et aux particuliers. Les pièces provenant de la zone archéologique de Monte Torto et les équipements funéraires de la nécropole de Montecerno datant de l’âge classique et hellénistique tardif sont particulièrement intéressants. Parmi les objets exposés, on peut citer la belle tête de vieillard (milieu du Ier siècle av. J.-C.) et la stèle funéraire romaine des deux époux.

### Âge préhistorique
Remontent à cette période :
- Objets en pierre fabriqués à partir de silex datant du Paléolithique supérieur

- Fragments de silex retouchés sur une face

- Os d’animaux et cornes de cerf

À Loreto ont été découvertes des tombes de l’Eneolithique avec un équipement composé d’un poignard et des pointes de flèches en silex tandis qu’à Recanati cinq tombes dont deux avec un équipement composé d’un peigne d’os sur la main gauche dans une ; une hache-marteau en pierre pontée, un couteau de silex et sept pointes de flèches dans l’autre. La population, avec l’introduction et le développement de la pratique agricole et la découverte du cuivre et du métal, a commencé à développer des activités différenciées.

### Âge protohistorique
En plus de quelques tombes picéens, dans le centre historique de la ville et précisément dans la zone du marché couvert, on a trouvé des restes d’habitations, en particulier des matériaux datant de la période IXe – VIe siècle av. J.-C. dont des fragments de plaques peintes mais aussi des céramiques à peinture noire et à figures rouges datant de la période Ve – IIIe siècle av. J.-C. dans les zones limitrophes. La présence de chevaliers est attestée par une morsure de cheval de type Veio et un groupe de fibulea navicella et à sangsue.

### Âge hellénistique
Dans le tombeau gaulois de saint Philippe d’Osimo, datant de la seconde moitié du IVe siècle av. J.-C. mais découvert entre 1914 et 1915, on a trouvé environ 15 tombes dont certaines avec des épées et des casques et d’autres avec des objets féminins ornés aussi de métaux précieux. Dans la zone de Montecerno et Monte dell’Acqua ont été trouvés des trousses tombales de civilisation picéenne datant de la seconde moitié du IVe siècle av. J.-C. comme l’amphore à spates et l’œnochoé haut-adriatique avec image de femme.

### Âge romain
À partir du IIIe siècle av. J.-C., parmi les différents établissements romains enfermés dans la vallée du Musone entre Casenuove et Campocavallo, on peut voir des traces de centuriazione agricole, comme celle de Villa Poticcio de Castelfidardo, avec les activités productives liées à la viticulture, olivicoltura et à la production de blé. De nombreuses rues romaines de la ville datent de cette période, y compris le tronçon qui reliait l’actuelle Nocera Umbra à Ancône et les murs qui entourent la ville du IIe siècle av. J.-C. Parmi les portes urbaines, nous rappelons celle d’accès à la Fonte Magna (plus visible) qui garantissait l’approvisionnement en eau de la ville. La source mentionnée ci-dessus rappelle le passage de Pompeo Magno, comme en témoigne la présence d’une plaque honorifique conservée dans le Lapidarium du hall de l’hôtel de ville. Les fouilles effectuées entre 1982 et 1995 dans la zone de Monte Torto di Casenuove ont permis de trouver une usine de production de vin et d’huile datant du Ier siècle av. J.-C. et du Ve siècle apr. J.-C., avec des locaux servant de moulin, cave et entrepôt.

## Pinacothèque

### XIIIeauXVesiècle

#### Incoronazione della Vergine e Santi- Antonio e Bartolomeo Vivarini (1464): (détrempe sur bois)
Le polyptyque est composé de planches entourées d’un encadrement doré, subdivisées en ordre supérieur et inférieur. Dans le premier sont représentés le Christ au centre, la Madeleine avec saint Jérôme, saint Jean-Baptiste et sainte Catherine d’Alexandrie ; dans le second est représenté le thème du Couronnement de la Vierge dans la panneau central, sur la droite saint Pierre et saint Antoine de Padoue et sur la gauche saint François et un autre saint, probablement saint Bienvenu ou saint Léopard. En 1950, avec une restauration, la zone centrale sur laquelle le Christ trouve pitié a été reconstruite.

#### Couronnement de la Vierge, Christ Juge, Anges musiciens - Andrea di Deolao de' Bruni, dit Andrea da Bologna, fresques du dernier quart duXIVesiècle.
Provenant du monastère augustinien de Saint-Nicolas, l’œuvre est composée de trois fragments de fresques. Dans le premier, au centre et à l’intérieur d’un médaillon rond décoré, est représentée Marie assise à la droite du Fils qui la couronne ; sur les côtés, des saints, des prophètes, des anges musiciens et des chérubins assistent à l’événement. Le deuxième fragment se réfère au Jugement dernier : le Christ, qui est représenté à l’intérieur d’une mandorle montre les stigmates, est en compagnie de deux anges qui portent les symboles de la Passion, Sur les côtés, des sujets semi-nus qui représentent la justice divine en destinant les âmes à la peine ou au salut éternel et le bas un ange soulève deux choisis dans des sarcophages ouverts. Le troisième pourrait représenter la fin de la scène précédente en attirant l’attention sur le Jugement dernier.

#### Vierge à l'Enfant et anges - Sculpture ombriano-marchigiano en pierre de la première moitié duXIIIesiècle
Propriété de la Commune au moins jusqu’en 1925 et précédemment conservée dans l’étage noble du palais municipal, la sculpture représente la Vierge couronnée avec l’Enfant sur le trône et un pommeau à la main, symbole de la résurrection du Christ, et en haut deux anges. Les rares vestiges de couleur laissent deviner qu’autrefois la statue était polychrome.

### XVIeauXVIIesiècle

#### Saint Pierre,Saint Paul,Pietà(Statues en bois polychrome; milieu duXVIIesiècle)
Les statues, qui ont pu être créées pour être placées sur le bord de l’autel, représentent les deux saints selon la tradition iconographique : Saint Pierre avec deux clés et Saint Paul avec l’épée et le livre. Provenant de l’église de l’Annunziata Nuova del Cimitero, ils reposent sur un socle portant les armoiries de la famille Guarnieri. La statue en forme de pyramide, provenant de l’église du Cimetière, dénommée Pietà représente une Vierge au visage jeune et à la main gauche déformée qui soutient le corps du Christ mort.

#### Immaculée Conception- (Statues en bois polychrome;XVIIesiècle)
Provenant de la façade de l’église du cimetière selon un document de Flaminio Guarnieri, l’artefact au visage vide et sans expression représenterait l’Immaculée Conception : à la différence de l’iconographie traditionnelle, sont absents la lune aux pieds de la Vierge et la couronne avec les douze étoiles sur la tête (mais présents en quantité indéfinie dans le manteau) tandis que le serpent, symbole du mal, a le visage d’une femme et est caché parmi les nuages.

#### Les œuvres de Giovan Francesco Guerrieri
Les œuvres du peintre de Fossombrone, réalisées à l’origine pour la deuxième chapelle de l’église de San Silvestro, ont été placées dans le musée après la restauration en raison d’une intervention de récupération du bâtiment dont elles proviennent.

#### Vesture de la Saint-Sylvestre (1651 environ)
La toile qui décorait l’autel de la chapelle représente un moment de la vie du saint : se trouvant à Rome pour faire approuver la règle qu’il a proposée, il fut frappé par un faisceau lumineux provenant de la fenêtre : Cela a été interprété comme un miracle divin, convainquant le sacré collège de la rendre valide. Dans le tableau, le Saint est représenté au centre de la scène lors du vestiaire pour la célébration de la Messe aidé par un jeune diacre, alors qu’assiste à l’événement un groupe de fidèles, Deux anges enveloppés d’une lumière dorée et les statues de Saint Pierre et Saint Paul en attitude de conversation, comme s’ils commentaient l’événement.

#### Saint Antoine de Padoue,Saint Antoine Abbé(1651 environ)
Dans le Saint Antoine de Padoue est représenté le dialogue avec l’Enfant Jésus debout sur le livre ouvert soutenu par le saint qui lui offre le lys symbolique. Dans ces deux peintures, qui proviennent des parois latérales de la chapelle de la Saint-Sylvestre, le peintre montre toute son habileté picturale en fournissant une excellente démonstration de son naturalisme.

#### Sant’Omobono- (Statue en bois polychrome; milieu duXVIIesiècle)
Provenant de la chapelle dédiée au Saint dans l’église de San Silvestro, protecteur des tailleurs, des marchands de tissus, des forgerons et des cordonniers, Sant’Omobono, natif de Crémone et riche marchand, est représenté (selon l’iconographie traditionnelle) avec un tissu rouge dans le bras gauche et une cisaille (aujourd’hui perdue) dans la main droite pour distribuer l’aumône aux pauvres. Il a été canonisé deux ans seulement après sa mort (en 1197) à la demande de ses concitoyens.

#### Nativité de Jésus- Domaine metaurense
L’œuvre, qui nous est parvenue en mauvais état, appartient à l’école des Marches inspirée de Raphaël, active dans la première moitié du XVIe siècle , plus particulièrement dans la région de Metauro.

#### Communion de la Saint-Sylvestre- Cristoforo Roncalli, dit le Pomarancio, huile sur toile
Le tableau, qui trône dans l’église San Silvestro derrière le maître-autel, représente le saint recevant la communion de Marie entouré des évangélistes. La Communion de la Saint-Sylvestre est l’œuvre de Cristoforo Roncalli, dit le Pomarancio, même si une première évaluation l’attribuait à Domenico Peruzzini, puis corrigée par l’historien de l’art Stefano Papetti. Concernant le tableau, un manuscrit de l’historien local Guarnieri (et trouvé dans la Bibliothèque municipale d’Osimo par l’historien Luciano Egidi), rédigé au début du XIXe siècle, atteste l’attribution au Pomarancio en tant que commission du cardinal Gallo pour l’église de San Silvestro.

#### Adoration des bergers(vers 1631)
La toile était située dans la résidence municipale à la suite de la démolition de l’église Santa Maria di Piazza, dite « de la Mort » et représente la Nativité avec une tendance baroque. L’œuvre pourrait faire partie d’un vaste cycle du peintre pour ladite église.

#### Saint Benoît,Saint Nicolas de Bari
Les deux toiles, provenant du Palais Communal, représentent un saint moine engagé dans la lecture d’un livre, probablement saint Benoît, et saint Nicolas de Bari où il souligne sa torsion du corps.

#### Présentation de Marie au Temple
L’épisode, tiré des Évangiles apocryphes, représente une jeune Marie qui monte les marches du temple accompagnée de ses parents Anne et Joachim, attendu par le grand prêtre Zacharie. Il fait de Rome comme nouvelle Jérusalem représentée avec le ciel gris, typique de Girolamo Cialdieri, élève et collaborateur du peintre.

#### Mariage de la Vierge Marie
Tiré aussi des Évangiles apocryphes, il représente les noces entre Marie et Joseph célébrées par le grand prêtre. Il est probablement réalisé à quatre mains avec Girolamo Cialdieri.

#### La Vierge avec l’Enfant et les Saints Ambroise, François de Sales et Nicolas de Bari- Carlo Maratta (1672) -Plume et aquarelle de suie sur papier
Il s’agit du dessin préparatoire de la toile exposée à la Pinacothèque Podesti d’Ancône, commandée par Pietro Nembrini pour le maître-autel de l’église philippine de Saint Nicolas.

### XVIIeauXVIIIesiècle

#### Communion d’un saint - Anonyme
De provenance inconnue, le tableau représente un saint (peut-être San Filippo Neri) recevant la communion dans ce qui pourrait être la chapelle Caetani de l’église romaine de Santa Maria in Vallicella.

#### Adoration de l’Eucharistie à Saint-Marc - Anonyme
La toile représente l’adoration du SS. Sacramento dans ce qui pourrait être la cathédrale de Saint-Marc à Venise; devant l’ostensoir placé sur le maître-autel, sont représentés trois prêtres, deux petits clercs agenouillés, à droite le doge de Venise et autour de l’autel les membres du Sénat de la Sérénissime.

### Les oeuvres de l'église San Filippo Neri

#### Melchiorre Jehli - Saint Philippe héberge les pèlerins (1778-1792)
La toile, appartenant à un cycle pictural concernant sa vie, représente le Saint (au visage illuminé) pendant le lavage des pieds d’un pèlerin observé par les fidèles. Ils étaient situés dans les murs de la nef de l’église qui lui est dédiée.

#### Domenico Luigi Valeri - Vierge à l’Enfant et Saints (1730-1735)
Appartenant à un cycle de peinture comme la précédente et ornait l’autel principal de l’église. Elle représente la Vierge avec saint Philippe et saint Sébastien, sur le fond des putti tiennent une tente comme un rideau.

#### Bonaventura Lamberti - Notre-Dame à l’Enfant, Saint Joachim et Sainte Anne
L’œuvre, initialement attribuée à Giovanni Lanfranco puis à Lamberti, était située dans l’autel de la deuxième chapelle à gauche. Au centre, il y a la Vierge à l’Enfant, sur la droite est représenté Saint Joachim, tandis que Sainte Anne embrasse la main du petit.

#### Paolo de Matteis - Saint François de Paule traverse le détroit de Messine sur son manteau
Le tableau, attribué à l’origine à Francesco Solimena puis à De Matteis, représente un épisode de l’hagiographie du Saint : en se rendant en Sicile, à cause du refus d’un barquero du Détroit, il posa son manteau dans l’eau et, liant une extrémité au bâton, Il a permis la traversée des côtes de la Calabre à celles de Messine à lui-même et à ses compagnons.

#### Anonyme - Gloire de putti ailés avec la colombe du Saint-Esprit
Il pourrait être une partie d’une œuvre de l’école du Pomarancio qui ornait l’autel dédié à la Vierge du Rosaire. Des anges sont représentés volant autour de la colombe, symbole de la Sainte Trinité.
Anonyme - Saint Benvenuto Évêque et Saint François de Paule en adoration de la Vierge à l’Enfant
Probablement tiré des Conversations sacrées, sont représentés S. Francesco di Paola à droite, un saint évêque (peut-être San Benvenuto) à gauche et en haut, dans les nuages, la Vierge avec l’Enfant entouré d’anges. En bas à gauche, vous pouvez voir un blason appartenant à une famille inconnue.
Odoardo Vicinelli - Notre-Dame des Douleurs avec des anges et des symboles de la Passion
Le tableau, qui occupait la première chapelle à gauche, a été récemment restauré et représente la Vierge souffrante observant le crucifix tandis que les anges montrent les signes de la Passion. Il présente des références au classicisme d’afflux baroque.
Anonyme - Extase de Saint Philippe Neri
L’exemple de Guido Reni pour l’église romaine de Santa Maria in Vallicella représente la tendance à reproduire des tableaux célèbres sur demande.
Giacinto Brandi - San Dionigi décollé
La toile représente Saint Dionysos, évêque de Paris et patron de la France au IIIe siècle, durant son martyre à Montmartre avec deux anges descendant du ciel avec leur palmier, observé par des militaires et, au loin dans les nuages, Dieu avec le visage de Jupiter.
Antonio Cappannari - Extase de Saint Joseph de Copertino
Le tableau représente Saint Joseph de Copertino en vol selon son iconographie, entouré par les fidèles. L’artiste, en difficulté dans la peinture à chevalet, exprime son maximum dans cette œuvre.
Anonyme - Saints en adoration de la Sainte Famille
Le tableau, tiré des Conversations sacrées, représente la Vierge à l’Enfant, Saint Joseph et deux couples de saints : Antonio da Padova et Nicola da Tolentino à gauche, Gaetano di Thiene et Francesco Saverio à droite. Au premier plan à droite se trouve un homme (peut-être le donneur), peint ou ajouté dans une époque ultérieure.
École napolitaine - Sainte Claire et Saint Charles Borromée en adoration de la Vierge à l’Enfant
La miniature représente la Vierge sur le trône avec l’Enfant, Saint Charles Borromée et Sainte Claire avec des anges en arrière-plan. Elle a été donnée à la collection municipale par Garibaldo Marchegiani en 1994. On ne connaît pas la provenance et l’auteur, mais pour le style rococo romain-parthénopéen il pourrait appartenir à Sebastiano Conca.

## Galerie

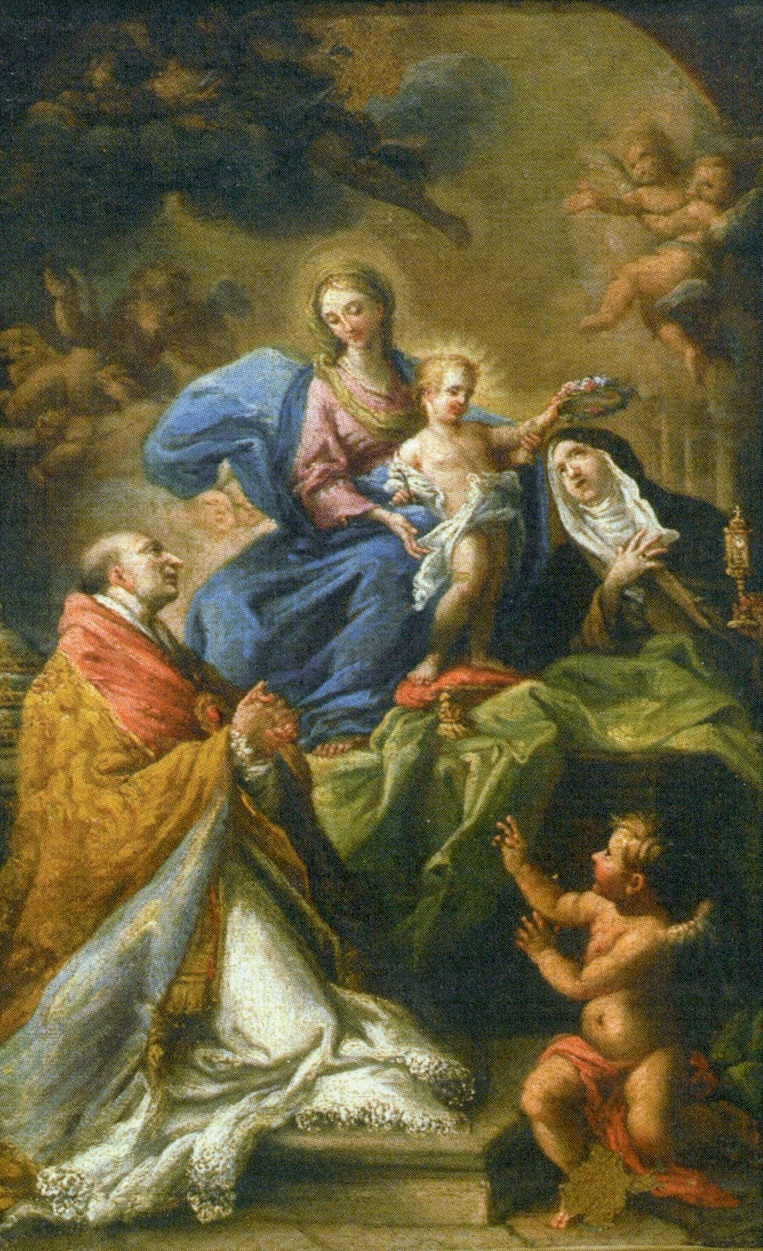
Sainte Claire et Saint Charles Borromée, école napolitaine.
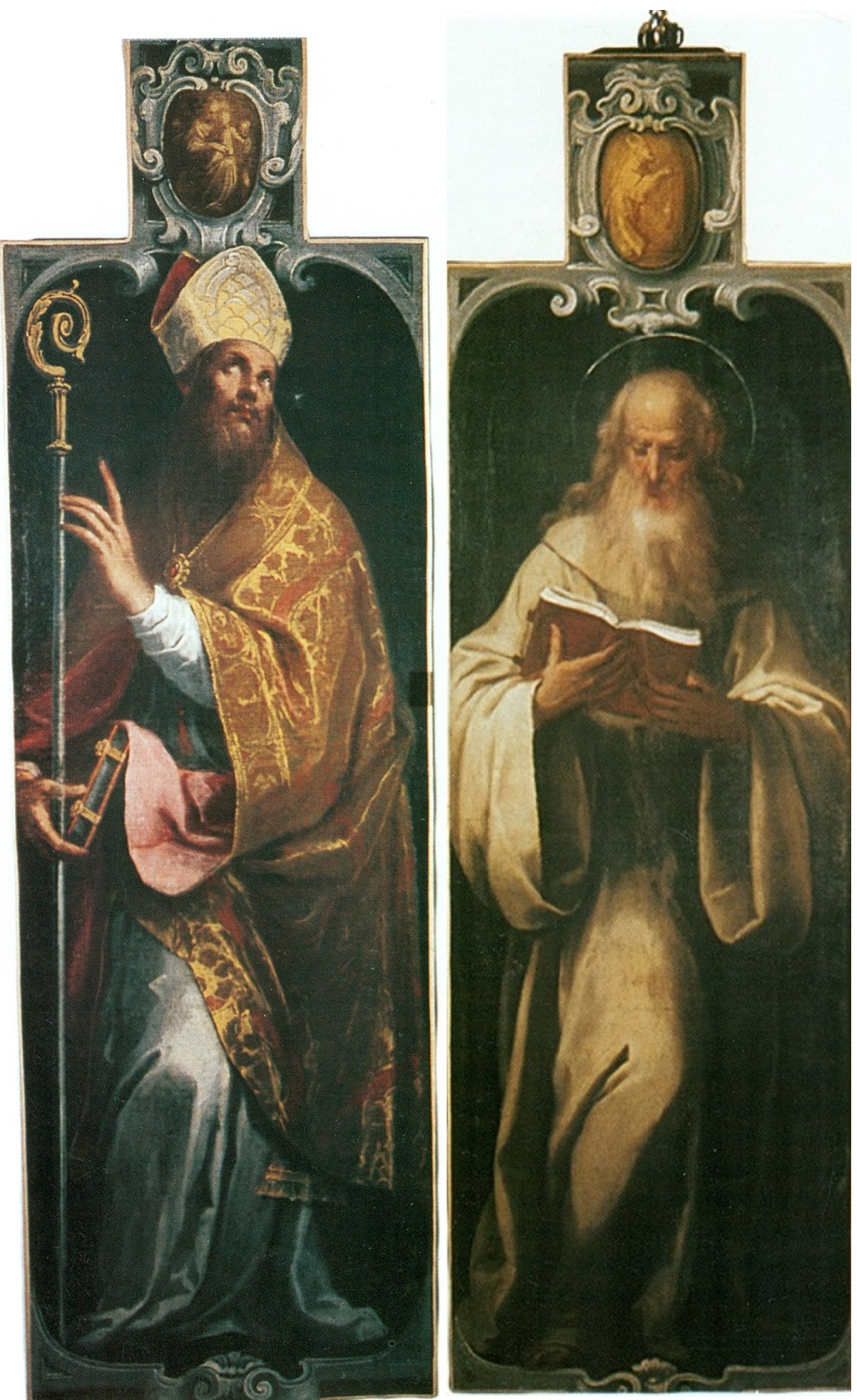
Saint Benoît et Saint Nicolas de Bari, Claudio Ridolfi
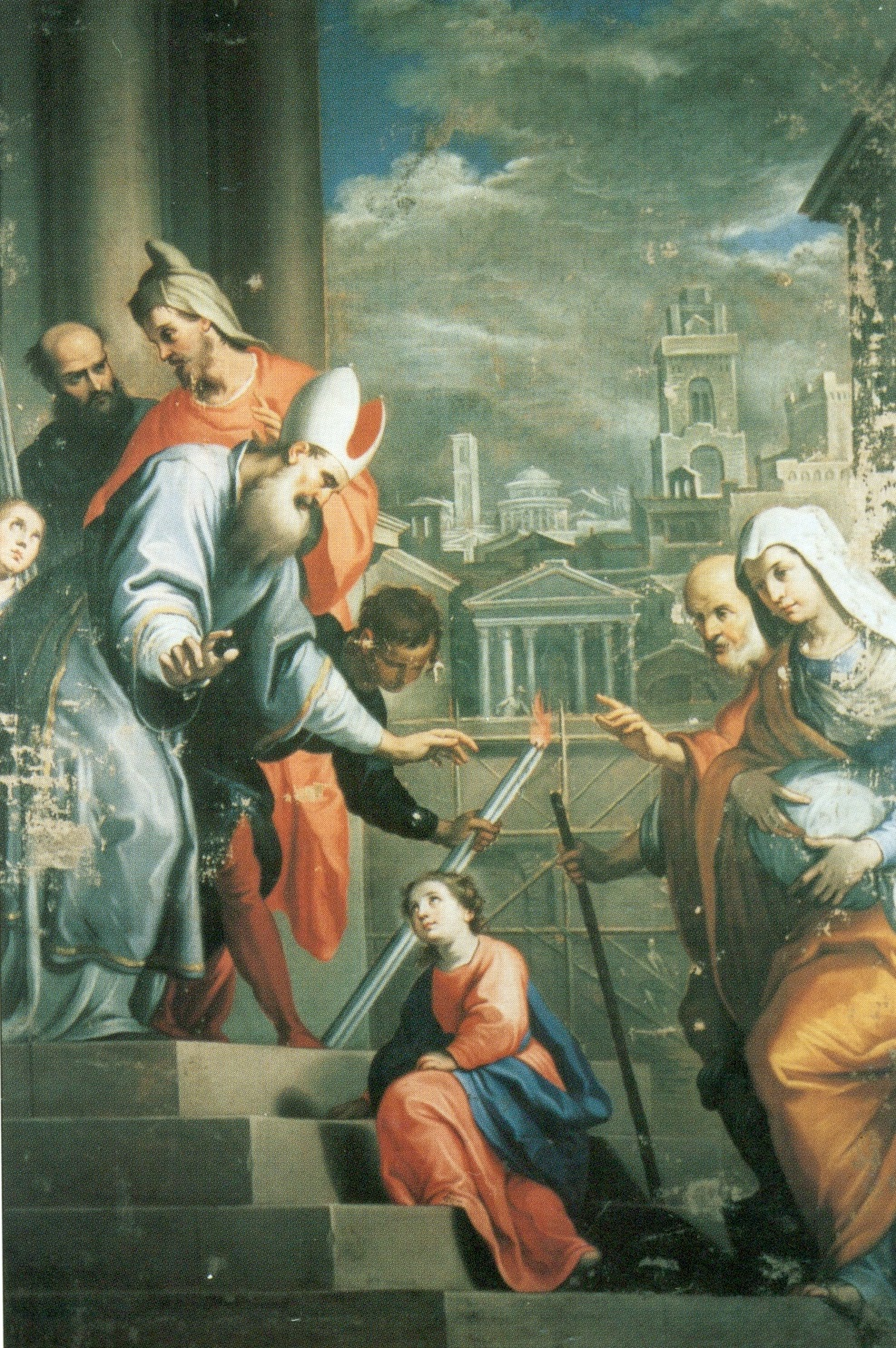
Présentation de Marie au Temple de Claudio Ridolfi